# 1945年逝世人物列表
1945年逝世人物列表：1月 - 2月 - 3月 - 4月 - 5月 - 6月 - 7月 - 8月 - 9月 - 10月 - 11月 - 12月
下面是1945年逝世的知名人士列表。

## 1月

### 2日
- 伯特倫·拉姆齊，英國海軍上將

### 3日
- 愛德加·凱西，美國神秘主義者

### 4日
- 里卡多·希门尼斯·奥雷亚穆诺，3屆哥斯大黎加總統

### 6日
- 約瑟法·拉內斯·埃斯科達，菲律賓婦女選舉權宣導者，菲律賓女童子軍創始人
- 弗拉基米尔·伊万诺维奇·维尔纳茨基，蘇聯礦物學家、地球化學家

### 7日
- 亞歷山大·斯特林·考爾德，美國雕塑家
- 湯瑪斯·麥奎爾，美國二戰戰鬥機王牌（陣亡）
- 薩克森-科堡和哥達的雷納親王（陣亡）

### 9日
- 尤里·烏洛茨，愛沙尼亞第8任總理

### 10日
- 佩特裡斯·尤拉舍夫斯基斯，拉脫維亞第8任總理

### 12日
- 特雷西奧·奧利維利，義大利羅馬天主教士兵和受人尊敬的

### 15日
- 佩德羅·阿巴德·桑托斯，菲律賓政治家，何塞·阿巴德·桑托斯的兄弟

### 16日
- 何塞·法貝拉，菲律賓醫生

### 19日
- 佩塔爾·博約維奇，塞爾維亞陸軍元帥
- 古斯塔夫·梅斯尼，法國陸軍上將

### 20日
- 費德里科·佩德羅基，義大利藝術家、作家（現役遇難）

### 21日
- 阿奇博爾德·默里，英國陸軍上將

### 22日
- 埃尔泽·拉斯克-许勒尔，德國詩人、作家

### 23日
- 歐根·博爾茨，德國政治家，7月20日密谋案策劃者（被處決）
- 尼古拉斯·格羅斯，德國羅馬天主教平信徒、殉道者和祝福者
- 牛頓·梅森，美國海軍少將

### 30日
- 威廉·古迪納夫，英國海軍上將
- 佩德羅·保萊，秘魯科學家

### 31日
- 埃迪·斯洛維克，美國士兵（因逃兵被處決）[1]

## 2月

### 日期不詳
- 安妮·弗蘭克，出生於德國的猶太日記作家，作家（卑爾根-貝爾森集中營的斑疹傷寒）[2]

### 1日
- 伊萬·巴格里亞諾夫，保加利亞第30任總理（已處決）
- 多布里·博日洛夫，保加利亞第29任總理（被處決）
- 波格丹·菲洛夫，保加利亞考古學家、歷史學家和政治家，保加利亞第28任總理（已處決）
- 佩塔爾·加布羅夫斯基，保加利亞代理總理（被處決）
- 约翰·赫伊津哈，荷蘭文化歷史學家
- 保加利亞基里爾王子（被處決）

### 2日
- 阿道夫·布蘭德，德國同性戀活動家（空襲受害者）
- 阿爾弗雷德·德爾普，德國耶穌會神父和德國抵抗運動哲學家，7月20日密谋案策劃者（被處決）
- 卡尔·格德勒，德國政治家、公務員、行政人員和經濟學家，7月20日密谋案策劃者（被處決）
- 古斯塔夫·海斯特曼·馮·齊爾伯格，德國將軍，7月20日密谋案策劃者（被處決）
- 喬·亨特，美國網球冠軍（軍用飛機失事）

### 3日
- 羅蘭·弗賴斯勒，納粹德國法官（空襲受害者）

### 5日
- 鄧尼斯·布洛赫，法國二戰女英雄（被處決）
- 莉蓮·羅爾夫，法國二戰女英雄（被處決）
- 維奧萊特·薩博，法國/英國二戰女英雄（被處決）

### 6日
- 羅伯特·布拉西拉赫，法國作家（被處決）[3]

### 8日
- 羅伯特·馬利特-史蒂文斯，法國建築師、設計師

### 11日
- 阿爾·杜賓，瑞士出生的美國詞曲作者

### 13日
- 瑪麗亞·奧羅薩，菲律賓技術專家、化學家、人道主義者和二戰女英雄（空襲受害者）

### 18日
- 伊万·切尔尼亚霍夫斯基，蘇聯將軍（因傷去世）

### 19日
- 約翰·巴西隆，美國戰爭英雄（陣亡）

### 21日
- 埃里克·利德爾，英國奧運運動員（在拘留營）

### 22日
- 薩拉·約瑟芬·貝克，美國醫生

### 23日
- 何塞·玛丽亚·蒙卡达，尼加拉瓜第19任總統
- 阿列克谢·尼古拉耶维奇·托尔斯泰，俄國作家[4]

### 24日
- 約瑟夫·邁爾-努瑟，義大利羅馬天主教平信徒、殉道者和祝福者

### 25日
- 马里奥·安德拉德，巴西作家、攝影師

### 26日
- 米勒德·哈蒙，美國將軍[5]

## 3月

### 2日
- 艾米莉·卡爾，加拿大畫家

### 3日
- 格奧爾基·阿夫拉梅斯庫，羅馬尼亞將軍（在押）
- 亞歷山德拉·薩穆森科，蘇聯二戰坦克指揮官（因傷去世）

### 4日
- 露西爾·拉凡爾納，美國女演員[6]
- 馬克·桑德里奇，美國電影導演

### 5日
- 喬治·瓦西，澳大利亞將軍（在軍用飛機事故中喪生）

### 12日
- 弗里德里希·弗洛姆，德國納粹官員（被處決）

### 14日
- 安東尼奧·弗朗西斯科·布拉加，巴西作曲家

### 15日
- 薩瓦·卡拉卡什，羅馬尼亞將軍

### 18日
- 威廉·格羅弗-威廉姆斯，英國/法國賽車手，戰爭英雄（被處決）[7]

### 19日
- 馬塞爾·卡洛，法國羅馬天主教平信徒、殉道者和祝福者（在集中營）

### 20日
- 多蘿西·坎貝爾，蘇格蘭高爾夫球手[8]
- 阿尔弗雷德·道格拉斯勋爵，英國詩人
- 瑪麗亞·拉塞爾達·德·莫拉，巴西女權主義者、無政府主義者、教師、記者和教師

### 22日
- 恩里科·卡維利亞，義大利元帥
- 海因里希·邁爾，奧地利羅馬天主教神父和祝福
- 西竹一，日本馬術金牌得主（1932年），硫磺島戰役坦克指揮官（陣亡）

### 23日
- 伊莉莎白·德·羅斯柴爾德，法國二戰女英雄

### 26日
- 大衛·勞合·喬治，英國政治家和政治家，英國第51任首相
- 栗林忠道，日本帝國陸軍上將，硫磺島戰役指揮官（可能在行動中陣亡）
- 鲍里斯·沙波什尼科夫，蘇聯軍事領導人，蘇聯元帥
- 市丸利之助，日本海軍飛行員，硫磺島戰役指揮官

### 27日
- 哈立德·斯亞·烏沙科勒基爾，土耳其作家

### 29日
- 奇克·费伦茨，匈牙利游泳運動員（空襲受害者）

### 31日
- 汉斯·菲舍尔，德國化學家，諾貝爾獎獲得者（自殺）
- 托爾尼·塞格斯泰特，瑞典報紙編輯、公關人員
- 瑪麗亞·斯科布佐娃，蘇聯東正教修女和聖人（死於毒藥）
- 娜塔莉亞·圖拉謝維奇，波蘭教師和羅馬天主教徒（在集中營被謀殺）

## 4月

### 7日
- 伊藤整一，日本海軍上將（陣亡）
- 有賀幸作，日本海軍上將（在行動中陣亡）

### 9日
- 迪特里希·潘霍華，德國神學家（被處決）
- 威廉·卡纳里斯，德國海軍上將，Abwehr 負責人（被處決）
- 漢斯·馮·多納尼，匈牙利出生的德國律師，德國抵抗運動成員，7月20日策劃者（被處決）

### 10日
- 格洛麗亞·迪克森，美國女演員（火災受害者）
- 亨德里克·尼古拉斯·韋克曼，荷蘭藝術家和印刷商[9]

### 11日
- 第一代盧加德男爵弗雷德里克·盧加德，英國殖民地行政長官

### 12日
- 富兰克林·德拉诺·罗斯福，美国总统，病逝

### 13日
- 恩斯特·卡西尔，德國哲學家

### 15日
- 約阿希姆·阿爾佈雷希特·埃格林，德國黨衛軍將軍（自殺）

### 18日
- 约翰·弗莱明，英國電氣工程師和物理學家
- 厄尼·派爾，美國記者（在行動中喪生）
- 阿爾巴尼亞親王威廉

### 21日
- 沃爾特·莫德，德國陸軍元帥（自殺）

### 22日
- 凱特·科爾維茨，德國藝術家

### 23日
- 克勞斯·潘霍費爾，德國抵抗戰士，20日策劃者（被處決）

### 24日
- 恩斯特-罗伯特·格拉维茨，德國黨衛軍醫生（自殺）

### 28日
- 處決：
- 赫尔曼·费格莱因，德國黨衛軍將軍
- 贝尼托·墨索里尼，義大利政治家、記者、義大利第27任總理和法西斯主義公爵
- 克拉拉·贝塔西，貝尼托·墨索里尼的情婦
- 尼古拉·邦巴奇，義大利法西斯政治家
- 羅伯托·法里納奇，義大利法西斯政治家
- 亞歷山德羅·帕沃里尼，義大利法西斯政治家

### 29日
- 阿基裡·斯塔拉斯，義大利法西斯政治家（被處決）

### 30日
- 路易莎·費里達，義大利女演員（被處決）
- 阿道夫·希特勒，奧地利出生的德國政治家，德國元首（自殺）
- 爱娃·勃劳恩，阿道夫·希特勒的妻子（自殺）

## 5月

### 1日
- 約瑟夫·戈培爾，德國1天總理和帝國宣傳部長（自殺）
- 玛格达·戈培尔，約瑟夫·戈培爾的妻子（自殺）

### 2日
- 马丁·鲍曼，納粹黨領袖和阿道夫·希特勒的私人秘書（推測自殺）
- 威廉·布格多夫，德國將軍（自殺）
- 漢斯·克雷布斯，德國將軍（自殺）
- 普魯士的瓦爾德馬（血友病）

### 3日
- 馬里奧·布拉西奇，義大利醫生、政治家

### 4日
- 费多尔·冯·博克，德國陸軍元帥[10]

### 6日
- 謝姆·哈薩，阿爾巴尼亞民族主義者

### 7日
- 弗拉基米爾·博亞爾斯基，蘇聯軍官

### 8日
- 弗朗西斯·布魯吉埃，美國攝影師
- 朱利葉斯·赫希，德國足球運動員（在奧斯威辛集中營遇害）[11]
- 威廉·雷迪斯，納粹佔領的挪威的黨衛軍和員警領袖（自殺）
- 伯恩哈德·鲁斯特，納粹德國教育部長（推測自殺）
- 约瑟夫·特博文，納粹佔領的挪威帝國政委（自殺）

### 9日
- 古斯塔夫·貝金，德國音樂學家

### 10日
- 康拉德·亨莱因，蘇台德德國納粹領導人（自殺）

### 11日
- 小川清，日本神風敢死隊飛行員

### 14日
- 約瑟夫·巴泰勒米，法國法學家、政治家和記者
- 希伯·格蘭特，耶穌基督後期聖徒教會第七任會長

### 15日
- 肯尼斯·奧爾福德，英國士兵和作曲家[12]
- 查理斯·威廉姆斯，英國作家

### 21日
- 闲院宫载仁亲王，日本皇族，病逝

### 23日
- 海因里希·希姆莱，德国黨衛隊領袖，服毒自殺

### 24日
- 羅伯特·裡特·馮·格雷姆，德國陸軍元帥（自殺）

### 25日
- 拉斐爾·埃斯特雷拉·烏雷尼亞，多明尼加律師和政治家，多明尼加共和國代理總統
- 石井菊次郎，日本外交官和政治家（在轟炸中喪生）[13]

### 31日
- 奧迪洛·格洛博尼克，奧地利納粹領導人（自殺）
- 柯特·馮·戈特伯格，德國黨衛軍將軍（自殺）

## 6月

### 4日
- 喬治·凱撒，德國戲劇家

### 7日
- 西田幾多郎，日本哲學家

### 8日
- 羅伯特·德斯諾斯，法國詩人，抵抗戰士（傷寒）
- 卡爾·漢克，德國納粹將軍和最後一位帝國元首黨衛軍（陣亡）

### 11日
- 盧拉娜·謝爾頓，美國作家和編輯

### 13日
- 大田實，日本海軍上將（自殺）

### 15日
- 卡爾·古斯塔夫·埃克曼，瑞典首相
- 艾米莉·里夫斯·特魯貝茨科伊，美國作家
- 阿裡斯·維盧西奧蒂斯，希臘二戰抵抗運動領袖

### 16日
- 尼古拉·貝爾扎林，蘇聯紅軍將軍
- 尼爾斯·埃登，瑞典第15任首相

### 18日
- 弗洛倫斯·巴斯科姆，美國地質學家和教育家
- 小西蒙·玻利瓦爾省·巴克納，美國將軍（在沖繩陣亡）
- 弗裡德里希，德國王子

### 20日
- 第一代克魯侯爵羅伯特·克魯-米爾內斯，英國政治家
- 路易士·費爾南多·德·奧爾良·博爾邦邦，西班牙王子

### 22日
- 长勇，日本將軍（儀式自殺）
- 牛島滿，日本將軍（儀式自殺）

### 24日
- 何塞·古鐵雷斯·索拉納，西班牙畫家

### 27日
- 埃米尔·哈查，捷克斯洛伐克第三任總統，波希米亞和摩拉維亞保護國總統

### 30日
- 傑爾莫根，俄羅斯東正教大都會
- 加布里埃爾·雷吉斯坦，蘇聯詩人

## 7月

### 1日
- 費利克斯·埃瓦裡斯托·梅希亞，多明尼加外交官、教育家和作家

### 2日
- 奥斯卡·贝纳维德斯，秘魯陸軍元帥、外交官、政治家和秘魯總統

### 5日
- 约翰·柯廷，澳大利亚政治家，病逝

### 7日
- 彼得·托·羅特，巴布亞羅馬天主教平信徒、殉道者和祝福者

### 9日
- 路易吉·阿尔德罗万迪·马雷斯科蒂，義大利政治家、外交官

### 12日
- 鮑裡斯·加勒金，俄羅斯數學家[14]
- 沃尔弗拉姆·冯·里希特霍芬，德國陸軍元帥（腦瘤）

### 13日
- 阿拉·納齊莫娃，俄羅斯出生的美國女演員

### 17日
- 恩斯特·布希，德國陸軍元帥，作為戰俘

### 20日
- 保羅·瓦勒里，法國詩人

### 24日
- 阿諾德·馮·溫克勒，德國將軍

### 25日
- 马林·克雷格，美國陸軍上將

### 28日
- 瑪格特·阿斯奎斯，牛津和阿斯奎斯伯爵夫人

### 29日
- 瑪麗亞·皮耶琳娜·德·蜜雪兒，義大利羅馬天主教修女，神秘主義者和祝福者

### 31日
- 阿爾特米奧·裡卡特，菲律賓將軍

## 8月

### 2日
- 彼德罗·马斯卡尼(義大利語：Mascagni Pietro），意大利作曲家、指挥家[15]

### 3日
- 羅曼·科恰諾夫斯基，波蘭畫家、插畫家

### 4日
- 格哈德·根岑，德國數學家和邏輯學家（在集中營挨餓）

### 5日
- 納特·賈菲，美國搖擺爵士鋼琴家

### 6日
- 粟屋仙吉，日本政治家，广岛市原子弹爆炸

### 7日
- 李鍝，韩国皇室成员，广岛市原子弹爆炸
- 雅克·瓦揚·德·蓋利斯，英國/法國二戰英雄（在車禍中受傷）

### 9日
- 哈里·希尔曼，美國田徑運動員[16]
- 戸坂潤，日本哲學家（獄中）

### 10日
- 罗伯特·戈达德，美国火箭科学家

### 12日
- 卡爾·萊斯納，德國羅馬天主教神父和祝福

### 15日
- 阿南惟幾，日本軍人，切腹
- 宇垣纏，日本海軍上將（陣亡）

### 16日
- 大西瀧治郎，日本軍人，切腹

### 18日
- 苏巴斯·钱德拉·鲍斯，印度独立运动家，空难失事[17]
- 薩拉拉·德維·喬杜拉尼，印度教育家

### 24日
- 田中靜壹，日本軍人，舉槍自殺

## 9月

### 6日
- 維托爾德·萊昂·恰爾托雷斯基，波蘭貴族
- 老約翰·麥凱恩，美國海軍上將

### 9日
- 阿格貝特爾森，丹麥畫家

### 12日
- 杉山元，日本軍人，舉槍自殺

### 15日
- 理查·弗里德里希·約翰內斯·菲佛，德國醫生和細菌學家[18]
- 安德烈·塔迪厄，3次法國總理
- 安东·韦伯恩，奧地利作曲家
- 張鳴岐，清朝政治家

### 16日
- 约翰·麦科马克，愛爾蘭男高音

### 17日
- 郁達夫，中國作家，被日本憲兵暗殺

### 18日
- 何塞·阿格里皮諾·巴內特，古巴政治家和外交官，古巴代理總統
- 盲人威利·約翰遜，美國福音藍調歌手

### 20日
- 奥古斯托·塔索·弗拉戈索，巴西士兵、政治家和巴西臨時總統
- 愛德華·沃斯，德國醫生，奧斯威辛集中營黨衛軍首席醫生（自殺）

### 24日
- 漢斯·蓋格，德國物理學家、發明家

### 26日
- 巴托克·贝拉，匈牙利作曲家[19]
- 三木清，日本哲學家

## 10月

### 1日
- 沃尔特·布拉德福·坎农，美國生理學家[20]

### 6日
- 萊昂納多·孔蒂，德國醫生，納粹軍官（自殺）

### 8日
- 费利克斯·萨尔腾，奧地利作家[21]

### 10日
- 约瑟夫·达南德，維希法國政治家（被處決）

### 12日
- 德米特羅·安東諾維奇，蘇聯政治家

### 13日
- 米爾頓·赫爾希，美國巧克力大亨

### 15日
- 皮埃尔·赖伐尔，法国政治家，維琪法國總理，槍決

### 18日
- 弗雷德里克·霍维，美國網球運動員

### 19日
- 普魯塔科·埃利亞斯·卡萊斯，墨西哥將軍、政治家和墨西哥第40任總統
- 紐威·康瓦斯·魏斯，美國插畫家

### 21日
- 亨利·阿梅塔，義大利演員
- 費利西婭·博爾特克維契耶內，立陶宛政治家和出版商[22]

### 24日
- 佛蘭克林·卡邁克爾，加拿大風景畫家和平面設計師[23]
- 维德孔·吉斯林，挪威納粹合作者

### 25日
- 罗伯特·莱伊，德國納粹政治家（自殺）

### 26日
- 伯希和，法国汉学家、探险家
- 阿道夫·馮·布魯德曼，奧匈帝國將軍

### 28日
- 中岛今朝吾，日本军人，病逝

### 30日
- 冼星海，中国作曲家、钢琴家 ，病逝

### 31日
- 亨利·安利，英國演員
- 伊格納西奧·祖洛阿加，巴斯克西班牙畫家

## 11月

### 8日
- 奥古斯特·冯·马肯森，德國陸軍元帥

### 11日
- 傑羅姆·克恩，美國作曲家[24]

### 13日
- 埃德溫·亞歷山大·辛克萊，英國海軍上將[25]

### 16日
- 西古爾·埃格茲，第一次世界大戰期間的冰島部長和冰島第二任總理

### 17日
- 弗雷德里克·弗朗西斯四世，梅克倫堡-什未林大公

### 20日
- 弗朗西斯·威廉·阿斯頓，英國化學家，諾貝爾獎獲得者

### 21日
- 罗伯特·本奇利，美國幽默家、戲劇評論家和演員[26]
- 艾倫·格拉斯哥，美國小說家[27]
- 亞歷山大·帕奇，美國陸軍中將，二戰陸軍司令
- 吉米·奎因，蘇格蘭足球運動員[28]

### 23日
- 查尔斯·科伯恩，英國歌手

### 27日
- 約瑟夫·瑪麗亞·塞爾特，西班牙加泰羅尼亞壁畫家

### 28日
- 德懷特·大衛斯，美國網球運動員

### 30日
- 本庄繁，日本軍人，切腹

## 12月

### 1日
- 安東·多斯特勒，德國將軍

### 4日
- 托马斯·亨特·摩尔根，美國生物學家、遺傳學家、胚胎學家和諾貝爾生理學獎獲得者
- 魏斯·里夏德，匈牙利奧運摔跤冠軍[29]

### 5日
- 科斯莫·戈登·朗，坎特伯雷大主教

### 8日
- 加布里埃利諾·丹農齊奧，義大利演員、導演和編劇

### 12日
- 紹姆堡-利普的弗雷德里克親王

### 13日
- 胡安娜·博爾曼，德國納粹集中營看守（被處決）
- 亨利·登茨，法國將軍
- 伊爾瑪·格雷澤，卑爾根-貝爾森集中營的德國典獄長（被處決）
- 约瑟夫·克雷默，卑爾根-貝爾森集中營德國指揮官（被處決）
- 伊莉莎白·沃爾肯拉特，納粹集中營的德國主管（被處決）

### 14日
- 福雷斯特哈威，愛爾蘭演員

### 16日
- 乔瓦尼·阿涅利，義大利企業家，菲亞特創始人
- 近衛文麿，日本將軍、政治家和日本第23任首相

### 19日
- 倫納德·F·溫，美國將軍和政治家[30]

### 21日
- 乔治·巴顿，美国陸軍上將，車禍[31]

### 22日
- 奧圖·紐拉特，奧地利哲學家、政治經濟學家

### 25日
- 王克敏，中國政治家，汪精衛政權要員，自殺（一說病逝）

### 26日
- 维新帝，越南阮朝第11任皇帝，空难失事
- 第一代凱斯男爵羅傑·凱斯，英國海軍上將

### 28日
- 西奥多·德莱赛，美國小說家[32]